# Premio Madanjeet Singh Unesco
El Premio Madanjeet Singh de la UNESCO para la Promoción de la Tolerancia y la No Violencia es un premio otorgado cada dos años por la Unesco. Fue inaugurado el año de 1996, seguido del 1995 Año por la Tolerancia de las Naciones Unidas y en conexión con el 125° aniversario del nacimiento de Mahatma Gandhi, fundada por una generosa donación de Madanjeet Singh. 
El propósito del premio es honrar y reconocer la extraordinaria y creativa labor en la promoción de la tolerancia, como notables modelos para otros en el campo de la construcción de la paz. La valoración del impacto es parte del proceso de evaluación de la nominación.

## Premiados
- 1996, Pro-Femmes Twese Hamwe
- 1998, Narayan Desai (Pakistán)
- 2000, Papa Shenouda III.[1]
- 2002, Aung San Suu Kyi.[2]
- 2004, Taslima Nasrin[3]
- 2006, Veerasingham Anandasangaree